# Stadion Bergholz
Stadion Bergholz – stadion piłkarski w mieście Wil, w Szwajcarii. Został otwarty w 1963 roku. Może pomieścić 4800 widzów, z czego 560 miejsc jest siedzących. Swoje spotkania rozgrywa na nim drużyna FC Wil.